# 西経87度線
西経87度線（せいけい87どせん）は、本初子午線面から西へ87度の角度を成す経線である。北極点から北極海、北アメリカ、メキシコ湾、カリブ海、中央アメリカ、太平洋、南極海、南極大陸を通過して南極点までを結ぶ。
西経87度線は、東経93度線と共に大円を形成する。

## 通過する地域一覧
西経87度線は、北極点から南極点まで南に向かって以下の場所を通っている。
| 地理座標                                             | 国土・領土・領海               | 備考 |
| ---------------------------------------------------- | ------------------------------ | --- |
| 北緯90度0分 西経87度0分 / 北緯90.000度 西経87.000度  | 北極海                         | |
| 北緯82度1分 西経87度0分 / 北緯82.017度 西経87.000度  | カナダ                         | ヌナブト準州 — エルズミーア島 |
| 北緯80度44分 西経87度0分 / 北緯80.733度 西経87.000度 | ナンセン湾（英語版）           | |
| 北緯79度57分 西経87度0分 / 北緯79.950度 西経87.000度 | カナダ                         | ヌナブト準州 — アクセルハイバーグ島 and エルズミーア島 |
| 北緯76度23分 西経87度0分 / 北緯76.383度 西経87.000度 | ジョーンズ海峡（英語版）       | |
| 北緯75度31分 西経87度0分 / 北緯75.517度 西経87.000度 | カナダ                         | ヌナブト準州 — デヴォン島 |
| 北緯74度29分 西経87度0分 / 北緯74.483度 西経87.000度 | ランカスター海峡               | |
| 北緯73度49分 西経87度0分 / 北緯73.817度 西経87.000度 | カナダ                         | ヌナブト準州 — バフィン島、クラウンプリンスフレデリック島（英語版） |
| 北緯70度1分 西経87度0分 / 北緯70.017度 西経87.000度  | ブーシア湾                     | |
| 北緯69度15分 西経87度0分 / 北緯69.250度 西経87.000度 | コミッティー湾（英語版）       | ウェールズ島（ カナダ・ヌナブト準州、北緯68度5分 西経86度57分 / 北緯68.083度 西経86.950度）の西を通過 |
| 北緯67度21分 西経87度0分 / 北緯67.350度 西経87.000度 | カナダ                         | ヌナブト準州 — 本土 |
| 北緯65度2分 西経87度0分 / 北緯65.033度 西経87.000度  | ローズウェルカム海峡（英語版） | |
| 北緯63度51分 西経87度0分 / 北緯63.850度 西経87.000度 | カナダ                         | ヌナブト準州 — サウサンプトン島 |
| 北緯63度33分 西経87度0分 / 北緯63.550度 西経87.000度 | ハドソン湾                     | |
| 北緯55度55分 西経87度0分 / 北緯55.917度 西経87.000度 | カナダ                         | オンタリオ州 — 本土、スレート島（英語版） |
| 北緯48度37分 西経87度0分 / 北緯48.617度 西経87.000度 | スペリオル湖                   | |
| 北緯46度31分 西経87度0分 / 北緯46.517度 西経87.000度 | アメリカ合衆国                 | ミシガン州 |
| 北緯45度49分 西経87度0分 / 北緯45.817度 西経87.000度 | ミシガン湖                     | |
| 北緯45度18分 西経87度0分 / 北緯45.300度 西経87.000度 | アメリカ合衆国                 | ウィスコンシン州 — ドア半島 |
| 北緯45度12分 西経87度0分 / 北緯45.200度 西経87.000度 | ミシガン湖                     | |
| 北緯41度41分 西経87度0分 / 北緯41.683度 西経87.000度 | アメリカ合衆国                 | インディアナ州 ケンタッキー州（北緯37度55分 西経87度0分 / 北緯37.917度 西経87.000度から） テネシー州（北緯36度39分 西経87度0分 / 北緯36.650度 西経87.000度から） アラバマ州（北緯35度0分 西経87度0分 / 北緯35.000度 西経87.000度から） フロリダ州（北緯31度0分 西経87度0分 / 北緯31.000度 西経87.000度から） |
| 北緯30度21分 西経87度0分 / 北緯30.350度 西経87.000度 | メキシコ湾                     | |
| 北緯21度34分 西経87度0分 / 北緯21.567度 西経87.000度 | メキシコ                       | キンタナ・ロー州 — ユカタン半島、コスメル島 |
| 北緯20度17分 西経87度0分 / 北緯20.283度 西経87.000度 | カリブ海                       | バンコチンチョロ（英語版）（ メキシコ、北緯18度41分 西経87度14分 / 北緯18.683度 西経87.233度）の東を通過 ウティラ島（英語版）（ ホンジュラス、北緯16度5分 西経86度59分 / 北緯16.083度 西経86.983度）の西を通過                                                                                               |
| 北緯15度46分 西経87度0分 / 北緯15.767度 西経87.000度 | ホンジュラス                   | |
| 北緯13度1分 西経87度0分 / 北緯13.017度 西経87.000度  | ニカラグア                     | |
| 北緯12度20分 西経87度0分 / 北緯12.333度 西経87.000度 | 太平洋                         | ココ島（ コスタリカ、北緯5度32分 西経87度2分 / 北緯5.533度 西経87.033度）の東を通過 |
| 南緯60度0分 西経87度0分 / 南緯60.000度 西経87.000度  | 南極海                         | |
| 南緯72度53分 西経87度0分 / 南緯72.883度 西経87.000度 | 南極大陸                       | チリ領南極（ チリが領有権を主張） |